# Цай Ситао
Цай Ситао (кит. 蔡希陶, пиньинь Cài Xītáo; 1911—1981) — китайский ботаник, ученик Ху Сяньсу, специалист по систематике семейства Бобовые.

## Биография
Цай Ситао родился 12 марта 1911 года в небольшом городке близ Дунъяна в провинции Чжэцзян. Учился в Шанхайском Восточнокитайском университете, в 1930 году устроился на работу в Пекинскую биологическую службу Циншэн.
В 1932 году Цай отправился на экспедицию в Юньнань, откуда привёз тысячи образцов растений. В 1938 году там был основан первый в Китае биологический институт, Юньнаньский институт лесничества. При участии Цая на территории Китая началось промышленное выращивание каучуконосных растений.
В 1958 году Цай Ситао основал на месте будущего Тропического ботанического сада Сишуанбаньна Юньнаньский институт тропической ботаники. В 1959 году он был назначен первым директором этого ботанического сада.
9 марта 1981 года Цай Ситао скончался в Куньмине вследствие инсульта.
Цаю Ситао была посвящена серия китайского документального сериала «Сыны земли». В ней описывалась история жизни ботаника с 15-летнего возраста до смерти.

## Некоторые научные публикации
- Tsai H.T.; Hu H.H. Notes on Some Labiatae from Szechuan (неопр.) // Bulletin of the Fan Memorial Institute of Biology. — 1931. — Т. 2, № 13. — С. 259—262.

## Некоторые виды растений, названные в честь Цай Ситао
- Aconitum tsaii W.T.Wang, 1965
- Actinodaphne tsaii Hu, 1934
- Begonia tsaii Irmsch., 1951
- Blastus tsaii H.L.Li, 1944
- Camellia tsaii Hu, 1938
- Carex tsaiana F.T.Wang & Tang ex P.C.Li, 1999
- Carpinus tsaiana Hu, 1948
- Clematis tsaii W.T.Wang, 1957
- Damnacanthus tsaii Hu, 1935
- Eurya tsaii Hung T.Chang, 1954
- Helicia tsaii W.T.Wang, 1956
- Illicium tsaii A.C.Sm., 1947
- Lysimachia tsaii C.M.Hu, 1994
- Neonauclea tsaiana S.Q.Zou, 1988
- Ophiopogon tsaii F.T.Wang & Tang, 1937
- Pedicularis tsaii H.L.Li, 1948
- Photinia tsaii Rehder, 1938
- Rhododendron tsaii W.P.Fang, 1939
- Tetrastigma tsaianum C.Y.Wu, 1995
- Urophyllum tsaianum F.C.How ex H.S.Lo, 1998